# 55-ös busz (Budapest, 1950–1993)
A budapesti 55-ös jelzésű autóbusz az Erzsébet királyné útja és Népliget, metróállomás között közlekedett. A viszonylatot megszűnésekor a Budapesti Közlekedési Vállalat üzemeltette.

## Története
1950. november 7-én az újonnan avatott Sztálin hídon autóbuszjáratot indított a FAÜ az Óbuda, Miklós utca – Flórián tér – Sztálin híd – Róbert Károly körút – Hungária körút – Könyves Kálmán körút – Népliget útvonalon, ami az 55-ös számjelzést kapta. 1970. december 1-jén 155-ös jelzéssel gyorsjárat is indult ugyanezen az útvonalon, ami 1977. január 1-jétől a 55-ösként közlekedett. 1982. október 26-án Miklós utcai végállomás megszűnése miatt az új Bogdáni út végállomásig hosszabbították. 1990. június 29-én az 55-ös járatot megszüntették, július 1-jén az 55-ös busz útvonala lerövidült a Népliget – Erzsébet királyné útja útvonalra. 1993 októberében megszüntették, forgalmát a Kerepesi útig meghosszabbított az 1-es villamos, illetve a 75A trolibusz vette át.

## Útvonala
| Népliget, metróállomás felé                                                                     | Erzsébet királyné útja felé                                                                     |
| ----------------------------------------------------------------------------------------------- | ----------------------------------------------------------------------------------------------- |
| Erzsébet királyné útja vá. – Hungária körút – Könyves Kálmán körút – Népliget, metróállomás vá. | Népliget, metróállomás vá. – Könyves Kálmán körút – Hungária körút – Erzsébet királyné útja vá. |

## Megállóhelyei
| 0  | Óbuda, Bogdáni út végállomás (1982–1990)      | 20 | 6, 42, 55, 86, 86, 106, 118, 134, 142, 184           | Nem érintette         |
| 1  | Raktár utca                                   | 19 | 6, 42, 55, 86, 86, 134, 142, 184                     | Nem érintette         |
| 2  | Óbudai Hajógyár                               | 18 | Szentendrei HÉV 1 18, 37, 42, 55, 134, 137, 142, 184 | Nem érintette         |
| 3  | Szigeti bejáró                                | 17 | 184                                                  | Nem érintette         |
| 4  | Népfürdő utca                                 | 16 | 26, 84, 133, 184                                     | Nem érintette         |
| 5  | Váci út                                       | 15 | 1 3V, 26, 32, 32, 43, 55, 84, 120, 133, 184          | Nem érintette         |
| 6  | Honvéd Kórház                                 | 14 | 1                                                    | Nem érintette         |
| 7  | Lehel utca (Róbert Károly körút)              | 13 | 1, 12, 14 4, 4A, 4, 55                               | Nem érintette         |
| 8  | Vágány utca                                   | 12 | 1 4, 4A, 20, 20, 20A, 30, 30, 32, 32, 55             | Nem érintette         |
| 9  | Kacsóh Pongrác út                             | 11 | 1, 69 72, 74, 74A 1, 25, 25, 25A, 32, 32             | Nem érintette         |
| 10 | Erzsébet királyné útja végállomás (1990–1993) | 10 | 67, 69 70, 72, 74                                    | 1, 67, 69 70, 72, 74  |
| 11 | Ajtósi Dürer sor                              | 9  | 72, 74 55                                            | 1 72, 74              |
| 12 | Thököly út                                    | 8  | 44, 67 72, 75 7, 7, 55, 73                           | 1, 44, 67 72 7, 7, 73 |
| 13 | Egressy út                                    | 7  | 75, 77                                               | 75, 77                |
| 14 | Kerepesi út                                   | 6  | 75, 77, 80 55, 95, 95                                | 75, 77, 80 95         |
| 15 | Hős utca                                      | 5  | 75                                                   | 75                    |
| 16 | Ciprus utca                                   | 4  | 75                                                   | 75                    |
| 17 | Salgótarjáni utca                             | 3  | 37 75                                                | 37, 37A 75            |
| 18 | Kőbányai út                                   | 2  | 28, 36 75 9, 9, 17, 55                               | 28, 36 75 9, 17       |
| 19 | Vajda Péter utca                              | 1  | 23 75 55, 99, 99                                     | 23 75 99, 99          |
| 20 | Népliget, metróállomás végállomás             | 0  | 55 23 75                                             | 23 75                 |